# Sérgio Faife Matsolo
Sérgio Faife Matsolo (Lourenço Marques, 26 de abril de 1970) é um ex-futebolista e treinador de futebol moçambicano que atuava como zagueiro. Representou seu país em duas edições da Copa Africana de Nações.

## Carreira
Em 20 anos de carreira, defendeu Desportivo de Maputo, Costa do Sol, Ferroviário de Maputo, Ferroviário de Nampula. Pelo Ferroviário de Maputo, foi bicampeão nacional (2005 e 2008) e da Taça de Moçambique (2004 e 2009, mesmo ano em que se aposentou). Como jogador do Costa do Sol, Faife venceu a Taça em 1997.

## Seleção Moçambicana
Pela Seleção Moçambicana, Faife atuou entre 1995 e 2008, tendo atuado em 2 edições da Copa Africana de Nações (1996 e 1998). Em ambas, Moçambique foi eliminado ainda na fase de grupos. Sua despedida pelos Mambas foi na semifinal da Copa COSAFA de 2008, quando Moçambique enfrentou Madagáscar, e venceu por 2 a 1.

## Treinador
Antes de sua aposentadoria, o zagueiro comandou a Liga Muçulmana e o Chingale de Tete, além do Ferroviário de Nampula, o seu último clube como jogador profissional. Trabalhou ainda como auxiliar-técnico da Liga Muçulmana entre 2012 e 2014, quando treinou o clube após Daúde Razaque perder o emprego.
Passou também por Ferroviário de Nacala - o presidente do Desportivo, Ali Bachir, acusou Faife de ter "traído" o clube (o ex-zagueiro prometeu que seguiria nos Locomotivas para a temporada seguinte), Costa do Sol, Incomáti de Xinavane, Estrela Vermelha e Desportivo de Nacala, onde saiu por atrasos de salários. 
Na semana seguinte, Faife regressou ao Ferroviário de Nacala.

## Títulos
Costa do Sol
- Taça de Moçambique: 1 (1997)

Ferroviário de Maputo
- Moçambola: 2 (2005 e 2008)
- Taça de Moçambique: 1 (2004 e 2009)

## Links
- Estatísticas de Sérgio Faife - National Football Teams (em inglês)